# Teresa Teng
Teresa Teng (ur. 29 stycznia 1953, zm. 8 maja 1995) (chiń. trad. 鄧麗君, chiń. upr. 邓丽君, pinyin Dèng Lìjūn) – gwiazda chińskiego i japońskiego popu, która pochodziła z Tajwanu.
Przez trzydzieści lat formowała gusta muzyczne nie tylko w chińskojęzycznej części Azji, ale również w pozostałych krajach azjatyckich, przede wszystkim w Japonii. Zarówno pieśni tradycyjne, jak i ballady pop śpiewane przez Teng weszły do kanonu piosenki chińskiej i są do dziś znane i lubiane przez słuchaczy w każdym wieku. Nagrała wiele przebojów, np. „Kiedy wrócisz?” (chiń. upr. 何日君再来; pinyin: Hé Rì Jūn Zài Lái). Oprócz nagrań mandaryńskich nagrywała piosenki po tajwańsku, kantońsku, japońsku, angielsku i po indonezyjsku. Nakład ze sprzedaży wszystkich oficjalnie wydanych wydawnictw muzycznych artystki na całym świecie sięgnął liczby 22 milionów egzemplarzy (w tym w samej Japonii, 10 milionów). Z kolei pirackie kopie jej nagrań, rozeszły się w nakładzie ponad 50–75 milionów egzemplarzy.

## Życiorys
Teresa Teng urodziła się w powiecie Yunlin (Zachodni Tajwan) w rodzinie Chińczyków pochodzących z prowincji Hebei. Uczęszczała do liceum żeńskiego Ginling w Tajpej.
Jako dziecko Teresa wygrywała wiele konkursów dla dzieci – już wtedy dostrzeżono jej wielkie możliwości wokalne. Pierwszy duży sukces to otrzymana w 1964 roku nagroda za zaśpiewanie piosenki z filmu „The Love Eterne” (梁山伯与祝英台) – Visiting Yingtai. Śpiewając była w stanie pomóc finansowo rodzinie w trudnych dla Tajwanu latach ‘60. Za aprobatą ojca zrezygnowała ze szkoły by kontynuować karierę wokalną.
W 1968 r. stała się sławna za sprawą występu w popularnym programie muzycznym na Tajwanie i wydała kilka albumów w ciągu paru kolejnych lat. W 1973 r. podbiła rynek japoński, biorąc udział w japońskich zawodach śpiewaczych i stając w szranki z najbardziej popularnymi w owym roku artystami. Zdobyła wówczas nagrodę dla „Najlepiej śpiewającej nowej gwiazdy”.
W 1974 r. podbiła Japonię za sprawą piosenki „Lotnisko”. Pozostała tam aż do 1979 roku, gdy została deportowana za przekroczenie granicy na fałszywym indonezyjskim paszporcie. Ten podstęp został wymuszony przez zerwanie relacji między Tajwanem i Japonią. Już wtedy Teng śpiewała zarówno po mandaryńsku, jak po kantońsku, japońsku i angielsku, co stało się trampoliną do sukcesów nawet w Malezji i Indonezji, nie tylko na Tajwanie czy w Japonii.
W 1983 r. wydała swój najlepiej przyjęty album Light Exquisite Feeling (淡淡幽情). Album ten objął piosenki stworzone do dawnej poezji chińskiej z epok Tang i Song. Teksty te zostały opatrzone muzyką, będącą miksturą współczesnej muzyki zachodniej z tradycyjną muzyką chińską. Jedną z najbardziej znanych piosenek z tego albumu jest „Obyśmy długo trwali” (但愿人长久). Wielu współczesnych artystów pokusiło się o śpiewanie tej piosenki; największą popularność zdobyła wersja hongkońskiej wokalistki Faye Wong.
Piosenki Teresy Teng nadal cieszą się wielką popularnością w całej Azji. W latach ’80 jej muzyka została okrzyknięta „burżujską” i zabroniono odtwarzania jej nagrań w Chinach kontynentalnych. Mimo to istniały plany koncertu na Placu Tian’anmen – została nawet osobiście zaproszona przez chińskie władze, jednakże nigdy nie udało jej się w Chinach wystąpić. W trakcie protestów na placu Tian’anmen w 1989 r. wystąpiła w Paryżu, dedykując swój występ studentom i głosząc swe poparcie dla nich i dla demokracji.
Śpiewała wiele piosenek japońskich – i własnych, i przeróbek przebojów japońskich z podłożonym chińskim tekstem.

## Śmierć i hołd
Wiele lat walczyła z astmą. Teresa zmarła w wyniku ostrego ataku astmy podczas wakacji w Tajlandii. Stało się to 8 maja 1995; miała wówczas 42 lata (43 według chińskiego sposobu liczenia). W jej pogrzebie wzięli udział: ówczesny prezydent Republiki Chińskiej Lee Teng-hui, ówczesny burmistrz Tajpej Chen Shui-bian i wiele innych osobistości. Flaga Tajwanu została opuszczona o połowę.
Została pochowana w grobowcu na zboczu Góry Złotego Skarbu (金寶山; Jinbaoshan), na cmentarzu w pobliżu dzielnicy Jinshan miasta Nowe Tajpej na Tajwanie 25°15′04″N 121°36′14″E/25,251111 121,603889. Znajduje się tam pomnik Teresy i słychać jej muzykę grającą w tle. Znajduje się tam również wielka klawiatura, na której można grać stąpając po klawiszach. Grobowiec jest często odwiedzany przez jej fanów, co stanowi ewenement w chińskiej kulturze, w której raczej unika się odwiedzania grobów.
Również dom Teresy w Hongkongu (Carmel Street nr 18), zakupiony w 1986 roku, stał się miejscem pielgrzymek jej fanów niedługo po śmierci Teresy. Dom sprzedano aby sfinansować utworzenie muzeum w Szanghaju.
Aby uczcić 10. rocznicę śmierci artystki, Fundacja Kultury i Edukacji im. Teresy Teng rozpoczęła kampanię „poczuj Teresę Teng”. Jako dodatek do zorganizowanych koncertów pamiątkowych w Hongkongu i Tajpej, fani złożyli hołd w jej świątyni na cmentarzu Góry Złotego Skarbu. Oprócz tego zorganizowano w Chinach wystawę części jej garderoby, biżuterii i przedmiotów osobistych.
W maju 2002 r., w gabinecie figur woskowych Madame Tussauds w Hongkongu znalazła się figura Teresy.

## Wpływ na kulturę popularną
Jej piosenki były tak popularne w chińskich barach karaoke, że obeszły nawet cenzurę obowiązującą na kontynencie. Mawiało się, że za dnia rządzi w Chinach Deng Xiaoping, ale w nocy władzę przejmuje Teresa Teng.
Jej piosenki śpiewało wielu innych artystów; duże uznanie zdobyło wykonanie Faye Wong. Wydała ona album Dekadenckie brzmienia Faye, który zawierał wyłącznie interpretacje piosenek Teresy. Dużym uznaniem cieszą się również interpretacje Timi Zhuo.
W hongkońskim filmie Petera Chana z 1996 Tian mi mi(甜蜜蜜) jednym z wątków pobocznych jest biografia Teresy Teng.
Jej piosenki wykorzystano w wielu filmach, np. Rush Hour 2.
W 2007 roku japońska telewizja Asahi wyprodukowała film telewizyjny zatytułowany Teresa Teng Monogatari (テレサ・テン物語) dla uczczenia 13. rocznicy śmierci Teresy. W roli Teng wystąpiła aktorka Yoshino Kimura.